# 梶谷羽奈
梶谷 羽奈（かじたに はな、1999年1月10日 - ）は、テレビ新広島のアナウンサー。兵庫県西宮市出身。

## 略歴
ジャズダンス、タップダンス、バレエをやっており、高校時代にはダンス部で振り付けも担当した。
大学でスウェーデン語を専攻していた。
アナウンススクール 大阪Beスクール出身。同スクールの先輩に市場里奈（元・テレビ新広島アナウンサー、現フリーアナウンサー）がいる。
2022年4月、テレビ新広島にアナウンサーとして入社。広島ローカルテレビ局に同期入社はいない。
2週間にわたってフジテレビで行われた系列局新人アナウンサーに合同研修に参加。
初鳴きは、2022年6月14日『TSSニュースナイト』で、ニュース原稿。
2023年、TSS島根アンバサダーに就任。島根県に祖父母が住んでいるという縁がある。

## 人物
- スウェーデンに行ったことがある[8]。
- リンゴ飴を「食べにくいけど食べたくなるお祭りの味」と評している[9]。
- 休日にイチゴ狩りへ行き38個（6種類）食べたことがある[10]。
- 中国放送アナウンサーの唐澤恋花と同学年で仲良しである[11]。

## 出演

### テレビ
- ローカルニュース
- ここからっ!カジタニ（2022年8月 - ）
- ひろしま満点ママ（2022年、2023年 - ）
  - 地元っ子に聞いてみた（2022年10月13日）
  - 金曜コーナー「いただきグルメ部」（2023年4月 - 2024年3月）
  - 口コミ旅ノート（2023年4月 - ）
  - 行きたくナル食堂（2024年4月 - ）
- スポラバ新春特番 野間さんと絆合宿 誠也もドッキリ参戦SP（2024年1月2日）助手
- 全力応援 スポーツLOVERS（2023年10月7日 - ）MC
- コイするはらとクリスマス（2023年12月23日）ゆにばーす はらとMC
- TSSライク!（2022年6月 - ）
- カープ開幕直前SP 熱血!達川学園（2024年3月26日）
- カープ開幕直前SP 鯉党!達川内閣（2025年3月25日）

### イベント
- わんぱく親子サッカー体験（2023年11月11日）MC